# タキサジエン
タキサジエン (Taxadiene) は、ジテルペンであり、パクリタキセルの生合成の中間体である。タキサジエンは、ゲラニルゲラニルピロリン酸からタキサジエンシンターゼによって作られる。